# ساداي إينويو
ساداي إينويو (باليابانية: 井上 貞衛) ، من مواليد 5 نوفمبر 1886 ، وتوفي بتاريخ 26 أكتوبر سنة 1961م، كان عسكرياً يابانياً برتبة لواء، شارك في الحرب العالمية الثانية لمقاتلة القوات الأمريكية وحلفائهم في المحيط الهادئ، واشتهر بمشاركته في معركة بيليليو ضد الأمريكيين.

## وصلات خارجية
- Ammenthorp، Steen. "Inoue Sadae". The Generals of World War II. مؤرشف من الأصل في 2012-03-19.
- Bloody beaches – The Marines at Peleliu
- International Journal of Naval History